# Baha Men
Baha Men — музыкальный коллектив из Нассау, столицы Багамских островов. Музыканты исполняют музыку в стиле Junkanoo (традиционный для Багам огромный парад, начинающийся в три часа утра после Рождества и продолжающийся весь день до заката солнца).  
В 2001 году коллектив Baha Men получил премию «Грэмми» в номинации «Лучшая танцевальная запись» за песню Who Let the Dogs Out?. В том же году они получили премию Billboard Music Awards в номинации «Лучший исполнитель года» и «Лучший альбом года». В 2002 году они удостоились премии Nickelodeon Kids' Choice Awards в номинациях «Лучшая группа» и «Лучшая песня».

## Творческая деятельность
Их дебютный альбом под названием Junkanoo был выпущен в 1992 году. Звучание альбома было характерным для одноимённого парада. Известность в США группе принёс пятый по счёту альбом Who Let the Dogs Out?. Он пять раз становился платиновым в Японии. Их последний альбом Holla! вышел в 2004 году.
Baha Men приняли участие в записи альбома DisneyMania. В первом выпуске DisneyMania они записали песню «Акуна Матата» из мультфильма «Король Лев». Для DisneyMania 2 они исполнили песню «It’s a Small World». В записи DisneyMania 3 они не участвовали, но DisneyMania 4 записывался с их участием. Для этого альбома музыканты исполнили песню «Hawaiian Roller Coaster Ride» из мультфильма «Лило и Стич», названную «Bahaman Roller Coaster Ride». Песни багамского коллектива были саундтреками к таким фильмам как «Мисс Конгениальность», «Гарфилд», «Крысиные бега», «Люди в чёрном 2». Они также записали кавер-версию песни «Crocodile Rock» для кинофильма «The Crocodile Hunter: Collision Course». Участники коллектива, будучи на пике славы, в 1994 году снялись в фильме «Мой отец — герой». Это романтическая комедия с Жераром Депардьё и Кэтрин Хайгл в главных ролях.

## Дискография

### Альбомы
- 1992 — Junkanoo
- 1994 — Kalik
- 1997 — I Like What I Like
- 1998 — Doong Spank
- 2000 — Who Let the Dogs Out?
- 2001 — 2 Zero 0-0
- 2002 — Move It Like This
- 2004 — Holla!
- 2015 — Ride with Me

### Синглы
- 1997 — That’s the Way I Do It
- 2000 — Who Let the Dogs Out?
- 2001 — You All Dat
- 2001 — The Best Years of our Lives
- 2002 — Move It Like This
- 2002 — We Rubbin'
- 2005 — Tell Me Lies